# Martin Skopek
Martin Skopek (* 20. Januar 1986 in Liberec) ist ein ehemaliger tschechischer Nordischer Kombinierer.
Skopek, der seit seinem siebenten Lebensjahr Nordischen Skisport betreibt, gab sein internationales Debüt bei FIS-Rennen 2002. Im Januar 2003 startete er erstmals im B-Weltcup der Nordischen Kombination. Bei der Junioren-Weltmeisterschaft 2005 in Rovaniemi gewann er nach eher mittelmäßigen Platzierungen in den Jahren 2003 und 2004 mit dem Team die Bronzemedaille. Bei der Junioren-Weltmeisterschaft 2006 in Kranj konnte er seine Leistungen in den Einzeldisziplinen steigern und verpasste nur knapp Platzierungen unter den besten zehn. Im Teamwettbewerb erreichte er mit der Mannschaft den 6. Platz. Am 14. Januar 2007 gab er in Lago di Tesero sein Debüt im Weltcup der Nordischen Kombination. Bei der Nordischen Skiweltmeisterschaft 2007 im japanischen Sapporo kam Skopek im Sprint auf den 33. Platz. Im Gundersen erreichte er Platz 46 und mit dem Team Platz sieben. Die Saison 2007/08 beendete er punktgleich mit dem Italiener Giuseppe Michielli auf dem 63. Platz in der Weltcup-Gesamtwertung. In der Saison 2008/09 startete er nur noch bei fünf Weltcup-Springen. Dabei blieb er jedoch erfolglos. Nach der Teilnahme an der Nordischen Skiweltmeisterschaft 2009 in Liberec, bei der er im Massenstart den 41. Platz belegte, beendete er seine aktive Karriere.